# 黑海鱗腹喉盤魚
黑海鱗腹喉盤魚，又稱紫色叉鼻喉盤魚（學名：Lepadogaster purpurea），為輻鰭魚綱喉盤魚目喉盤魚科的其中一種，其种加词“purpurea”意为“紫色的”。分布於東大西洋區，包括加那利群島、馬德拉群島、西班牙、塞內加爾、蘇格蘭等海域，本魚體型似蝌蚪，體型較小，頭部扁平，嘴巴較大，形狀像鴨嘴，每個鼻孔後方各有一根觸手。腹鰭融合，與周圍組織共同形成吸盤，腹鰭顏色多變，能夠根據附著的基質改變顏色，但通常情況下，腹鰭呈淺色，並帶有條紋和斑點圖案，顏色範圍從深紫色到紅褐色和綠色，頸背上有兩個亮藍色的眼點，體長可達7.5公分，屬底棲性魚類，棲息在海藻生長的岩石海岸，生活習性不明。